# Бургоэн, Жан-Франсуа де
Жан-Франсуа́ де Бургоэн (фр. Jean-François de Bourgoing; 1748—1811) — французский дипломат, писатель
, географ и переводчик.

## Биография и карьера
Родился в дворянской семье. Получил образование в военной школе Парижа и затем Страсбургском университете, рано выступил на дипломатическое поприще в качестве атташе и секретаря посольств. Его первой дипломатической миссией стала поездка короля Людовика XVI в Испанию.
В 1791 году был назначен полномочным министром при мадридском дворе, во время эпохи Террора бежал со службы в Невер и вернулся на неё в 1795 году; при Наполеоне был послом в Копенгагене и Стокгольме, затем получил назначение в Саксонию, участвовал в Эрфуртском конгрессе. Был награждён орденом Почётного легиона и шведским орденом Полярной звезды, состоял членом-корреспондентом Французской академии наук и иностранным членом Академии наук в Копенгагене, Шведской академии изящных искусств и Шведской Королевской академии наук.
Похоронен на кладбище Пер-Лашез (участок 37).

## Сочинения
Свой досуг Бургоэн посвящал литературе; наиболее ценные его произведения:
- «Tableau de l’Espagne moderne» (1789);
- «Mémoires historiques et philosophiques sur Pie VI» (1798);
- «Correspondance d’un jeune militaire» (1778 — роман);
- «Voyage du duc du Châtelet en Portugal» (1808) и другие.